# Екатепек де Морелос
Екатепек де Морелос (шп. Ecatepec de Morelos) је град у Мексику у савезној држави Мексико. Према процени из 2005. у граду је живело 1.687.549 становника.
У време Астека, почев од 12. века, ово је био важан град њиховог краљевства. Екатепек на језику наватл значи „ветровито брдо“. Године 1815. у Екатепеку је погубљен мексички револуционар Хосе Марија Морелос. У граду постоји његов споменик, а његово презиме је постало део имена града. Екатепек де Морелос је седиште бискупије и више универзитета.

## Становништво
Према процени из 2005. у граду је живело 1.687.549 становника.
| 1990.     | 1995.     | 2000.     | 2005.     |
| --------- | --------- | --------- | --------- |
| 1.218.135 | 1.455.909 | 1.621.827 | 1.687.549 |